# Croton seminudus
Espèce
Croton seminudus est une espèce de plantes à fleurs du genre Croton et de la famille des Euphorbiaceae, présente au Brésil (Bahia).
Il a pour synonyme :
- Oxydectes seminuda, (Müll.Arg.) Kuntze